# HNK Bjelopoljac Potoci
HNK Bjelopoljac je hrvatski nogometni klub iz Potoka također poznatih pod nazivom Bijelo Polje, sjeverno od Mostara, Bosna i Hercegovina.

## Povijest
Klub je službeno osnovan 16. lipnja 1994. godine u MZ Potoci u Mostaru, a djelovao je u progonstvu. Prvi predsjednik bio je Ivan Zovko, a trener Željko Perić. Pri osnivanju kao klupska boja odabrana je plava, a bijela je bila rezervna. Tom prilikom odlučeno je da će se utakmice igrati na Stadionu pod Bijelim brijegom.
Prvu utakmicu Bjelopoljac je odigrao u 1. kolu Druge lige Herceg-Bosne – Jug u sezoni 1994./95. protiv Neretve Čeljevo (2:2) na čapljinskim Bjelavama. Prvi strijelac bio je Slaven Vukoja. U prvoj sezoni osvaja drugo mjesto iza Cima. Sljedeće sezone igraju u južnoj skupini Prve lige Herceg-Bosne gdje osvajaju prvo mjesto ispred Zrinjskog te sudjeluju u doigravanju za prvaka Herceg-Bosne.
U sezoni 1996./97. ispadaju iz Prve lige i od tada se nastavljaju natjecati u drugoligaškoj konkurenciji. Nakon 2000. klub je igrao u nižim rangovima do 2010. kada zbog teške financijske situacije seniorska momčad prestaje s natjecanjem u županijskoj ligi HNŽ-a.

## Uspjesi
- Prva nogometna liga Herceg-Bosne Jug:
  - Prvak (1): 1995./96.
- 1. županijska liga HNŽ :
  - Prvak (2): 2006./07., 2008./09.